# El Señor de los Anillos: las aventuras de Aragorn
El Señor de los Anillos: las aventuras de Aragorn (título original The Lord of the Rings: Aragorn's Quest, comúnmente abreviado simplemente a Aragorn's Quest) es un videojuego de aventuras de 2010 protagonizado por el personaje de ficción Aragorn, uno de los protagonistas de la novela El Señor de los Anillos, del escritor británico J. R. R. Tolkien, en cuya historia se basa la del videojuego. Fue desarrollado por Headstrong Games para Wii y por TT Fusion para Nintendo DS, PlayStation 2, PlayStation 3 y PlayStation Portable.

## Modo de juego
La historia principal está basada en los tres libros de El Señor de los Anillos. Se puede jugar con el personaje principal Aragorn en modo individual y con Gandalf en modo multijugador. Este último está sólo disponible en la versión de Wii. En algunas partes se puede jugar con Frodo Bolsón. Cada personaje tiene sus propios movimientos y ataques, aunque esto puede variar en las diferentes versiones del juego.

## Argumento
Artículo principal Argumento del Señor de los Anillos